# 译言
译言是由一群志願翻譯者於2006年成立的翻译社区網站，原主要是將國際新聞如衛報及ReadWriteWeb的來源內容翻譯成中文為主，並以社群內部的榮譽制度來鼓勵參與。

主要依靠网友的介绍、翻译来把外国媒体的精华文章介绍给读者。站方也会组织社区译者协同翻译一些已取得版权的作品。
译言成立于2006年，从2007年开始商业化运作。它早期定位于用翻译的方式消除互联网资料中的语言障碍，将优质的外文网络资料介绍给中文读者，现在则定义为“打通知识间的语言障碍、推动外语学习者的热情及自身价值的实现”。
2009年11月30日，译言网遭突然关停；2010年1月8日，更换域名后的译言重新开放。

## 历史
于2006年11月上线，创始人为三名曾在美国工作的中国工程师：张雷、赵恺、赵嘉敏。旨在创建一个开放型社区翻译平台，依靠网民的集体合作力量，逐渐弥补中文内容与外语内容在质量和数量上的巨大差距。该网站的口号是“发现、翻译、阅读中文之外的互联网精华”。
据媒体报道，译言网页面浏览量日15万，独立访问量日3万，内容日更新量50至100篇。截至2009年6月，译言网已有9万多用户注册，包括约5000名自发译者，他们在这个网站上发表了近3万篇译文，使中国网民读到很多中国境外出版物的内容，包括自愿译者协作翻译的英国《卫报》、《每日电讯报》的报道和评论在内。
《解放日报》的官方网站解放网曾与译言网合作开辟一个名为“草根厨子荐洋荤”的栏目批量转载该网译文，因未事先与译者进行沟通而引发一场关于翻译作品版权归属的讨论，最后以译言网将授权转载所得利益按一定方式返还译者为终结，并在所有译文后加注“未经授权不得转载”字样。
在美美大同的建议下译言网在其BBS建立了文学板块“译言亦妍”，并邀请网络作家和静平担任版主，之后该板块改名为“译言中国文学论坛”，该板块得到了诸多网络作家与文学爱好者的参与。
2016年6月，译言网在政府部门的要求下调整版面和用户系统。调整后，站点的主要内容改置于“译文学习区”之下；用户需要绑定微博或微信方可发表译文。

## 运营模式
译言网目前的运作模式为开放的UGC翻译社区与站方引导的翻译威客平台的结合。其主要表现形式为：用户自发提交原文、翻译文章或阅读；站方编辑则把握其中的优秀原文源、译者及阅读热点，组织社区译者集中翻译已取得版权的原文，并将翻译内容出售，通过收益分成“实现版权方、译者、站方的共赢”。

## 封站风波
2009年11月30日下午2时许，译言网服务器访问出现故障，创始人赵嘉敏（离职）对外宣称译言被封站，而译言网在随后的申明中并未给予正面回应——译言网就其被关闭原因在仅能打开首页的网页上发布解释称“网站遇到一些技术问题导致站点不能访问，技术团队正在加紧处理”；12月3日则发布《致译言用户的公开信》，改称“我们对网站上的部分文章把关出现偏差，违反了国家相关管理规定；因此译言网需要暂时关闭服务器，并对相关内容进行调整”；12月7日又称“目前我们仍然在调整当中，抱歉还无法确认恢复的日期”。
译言网和合作者之一的英国《卫报》在该网站被封后向中国政府表达了对此事的高度关注，《卫报》新闻传媒总编辑艾伦·拉斯布里杰说：“这一事态令人非常不安。我们希望此举并不代表着试图查禁思想独立的新闻业，并希望中国官方能向我们保证‘译言’网和《卫报》中文版将被允许恢复发表译文。”
译言网是《卫报》在中国唯一授权其网络新闻汉化的渠道。2009年底，译言网分别获得《英国每日电讯》、《读者文摘》以及《经济学人》的授权，但不久由于译言“违规”，中文化步伐暂时告一段落。
服务器关停期间，新站筹建和开放都在准备当中。
2010年1月8日，经历1个多月调试和准备后，译言网更改域名，恢复对外开放。原来的蓝色风格也变成了红色主题。一篇《2010译言感恩》的文章这样写道：“译言的存在，是因为有太多的人像我们一样，想要开阔视野，想要了解差距，想要获得前沿新知。只要这样的努力依然存在，译言就会存在……”。比起译言老站，新版译言除过在页面设置和风格上做了改变外，内容上加强了对时政性内容的控制，强化了社区项目组功能，用户界面和网站也在不断改进之中。